# Pseudoscopelus cordilluminatus
Pseudoscopelus cordilluminatus és un peix de la família dels quiasmodòntids i de l'ordre dels perciformes.

## Etimologia
Pseudoscopelus prové dels mots grecs pseudein (fals) i skopelos (un peix llanterna), mentre que cordilluminatus deriva dels mots llatins cordis (cor) i luminosus (ple de llum).

## Descripció
El cos, allargat, fa 9,7 cm de llargària màxima. 35-36 vèrtebres (18-19 preanals). Línia lateral no interrompuda. És un peix marí i batipelàgic (entre 537 i 1.164 m de fondària), que viu a l'Atlàntic (20° W-12° W, 0°-9° S, Guinea) i la conca Indo-Pacífica (57°E-125°E, 10°N-5°S, des d'Oman fins a Indonèsia). És inofensiu per als humans i el seu índex de vulnerabilitat és baix (10 de 100).